# Центральный Экс-ан-Прованс
Центра́льный Экс-ан-Прова́нс (фр. Aix-en-Provence-Centre) — кантон во Франции, находится в регионе Прованс — Альпы — Лазурный Берег, департамент Буш-дю-Рон. Входит в состав округа Экс-ан-Прованс.
Код INSEE кантона — 1347. В кантон Центральный Экс-ан-Прованс входит часть коммуны Экс-ан-Прованс.
Население кантона на 2008 год составляло 43 550 человек.